# Haywood Henry
Haywood Henry (eigentlich Frank Haywood Henry, * 10. Januar 1913 in Birmingham (Alabama); † 15. September 1994 in Bronx, New York City) war ein US-amerikanischer Jazz-Musiker (Alt- und Baritonsaxophon, Klarinette, auch Flöte), der als Studiomusiker auch im Rhythm 'n' Blues hervorgetreten ist.

## Leben und Wirken
Henry erhielt von seiner Schwester, die in Birmingham als Organistin und Pianistin tätig war, ein Tenorsaxophon geschenkt. Er besuchte das Alabama State Teachers College und spielte ab 1930 mit den Bama Street Collegians, zu denen Dud Bascomb und Erskine Hawkins (1931–1932) gehörten. 1934 zog er nach New York City. Für eine Tournee 1935 ging er wieder zu den Collegians zurück, die als Erskine Hawkins Orchestra firmierten; dort blieb er bis Mitte der 1950er Jahre. Zwischen 1940 und 1942 war er gelegentlich als Ersatzspieler für Harry Carney im Duke Ellington Orchestra tätig. Zudem arbeitete er mit Tiny Grimes, Julian Dash (1951).
1957 bis 1958 gehörte er der von Rex Stewart geleiteten Fletcher Henderson Reunion Band an; in den späten 1950er und frühen 1960er Jahren spielte er mit der Band von Reuben Phillips im Apollo Theater. Als Sessionmusiker wirkte er (oft mit Mickey Baker) bei über tausend Rock & Roll-Platten mit; ab Anfang der 1960er Jahre spielte er mit Wilbur DeParis, Max Kaminsky, Snub Mosley, Louis Metcalf, Earl Hines (1969–1971) und war als Musiker bei Broadwayshows wie Ain't Misbehavin beschäftigt. Von 1972 bis 1980 spielte er bei Sy Oliver und der New York Jazz Repertory Company, mit der er auch im Ostblock tourte. Henry nahm 1971 mit der Erskine-Hawkins-Reunion-Band auf und war noch bis in die frühen 1990er Jahre bei den Duke's Men und der Harlem Blues and Jazz Band aktiv (Tournee in Dänemark). 1955 nahm er unter eigenem Namen u. a. mit Everett Barksdale und Bobby Donaldson auf. Unter eigenem Namen nahm Henry ein Album für Davis Records (1957), Anfang der 1960er Jahre für Strand und noch 1983 für Uptown auf. 1978 wurde er in die Alabama Jazz Hall of Fame aufgenommen.
Als Studiomusiker wirkte er bei Aufnahmen u. a. von Skeeter Best, James Brown, Ruth Brown, Ray Charles, King Curtis, Varetta Dillard (1953), Ella Fitzgerald, Eddie Harris, Screamin’ Jay Hawkins, Billie Holiday (1951), Buddy Johnson (1956), Al King, Warren Lucky, Big Maybelle (The Okeh Sessions, 1955), Amos Milburn, Nina Simone, Rex Stewart (1958), Sam „The Man“ Taylor (Swingstation, 1955), Clark Terry, The Treniers, Big Joe Turner und Jimmy Witherspoon mit. Auch war er als ausführender Musiker an den Filmmusiken zu den Spike-Lee-Filmen School Daze und Mo’ Better Blues beteiligt.

## Lexikalischer Eintrag
- Leonard Feather, Ira Gitler: The Biographical Encyclopedia of Jazz. Oxford University Press, New York 1999, ISBN 0-19-532000-X.